# Миридонов, Владимир Викторович
Владимир Викторович Миридонов (5 января 1970, Куйбышев — советский и российский футболист, защитник, полузащитник.

## Карьера
Воспитанник юношеской команды «Энергия» из Куйбышева. Первый тренер — Юрий Крупенин из СДЮШОР «Восход», тренер — Александр Пилецкий. Карьеру профессионального игрока Миридонов начал в 1988 году, с выступления во Второй лиге СССР за куйбышевские «Крылья Советов». Следующие два сезона он играл во второй лиге за дубль московского ЦСКА. В 1991 году вернулся в «Крылья Советов», в 1992—1994 играл за них в российской Высшей лиге (59 игр, 1 гол). В 1995—1996 выступал во Второй лиге за димитровградскую «Ладу». Закончил карьеру игрока сезоном в третьей лиге за ульяновскую «Энергию».
В 2003—2004 работал футбольным арбитром.
В 2008 году тренировал команду РОССКАТ из Нефтегорска.

## Достижения
- В 2009 получил звание Заслуженный ветеран ФК «Крылья Советов».